# Life Is Good (häst)
Life Is Good, född 22 april 2018 i Kentucky, är ett engelskt fullblod, mest känd för att ha segrat i Breeders' Cup Dirt Mile (2021) och Pegasus World Cup (2022).

## Bakgrund
Life Is Good är en brun hingst efter Into Mischief och under Beach Walk (efter Distorted Humor). Han föddes upp av Gary and Mary West Stable och ägs av China Horse Club & WinStar Farm. Han tränades inledningsvis av Bob Baffert (2020 – mars 2021) och senare av Todd A. Pletcher (juni 2021– ). Han rids oftast av Irad Ortiz Jr., och reds innan av Mike Smith.
Life Is Good började tävla i november 2020, och har till maj 2022 sprungit in totalt 3 414 200 dollar på 8 starter, varav 6 segrar och 1 andraplats. Han har tagit karriärens hittills största segrar i Breeders' Cup Dirt Mile (2021) och Pegasus World Cup (2022). Han har även segrat i Sham Stakes (2021), San Felipe Stakes (2021) och Kelso Handicap (2021).

## Karriär

### Tvååringssäsongen 2020
Life Is Good gjorde tävlingsdebut den 22 november 2020 på Del Mar Racetrack i ett maidenlöp för tvååringar över sex och 1/2 furlongs, där han reds av Mike Smith. I löpet tog han omedelbart ledningen, och segrade med 9 1⁄2 längd på tiden 1:15,50.

### Treåringssäsongen 2021
Life Is Good gjorde sin första start som treåring i Sham Stakes på Santa Anita Park den 2 januari 2021. Life Is Good startade som favorit i ett fält på fem hästar, och tog tidigt ledningen och lyckades även segra med trekvarts längd. Stallkamraten Medina Spirit kom på andra plats, med 13 längder bak till trean.
Life Is Good gjorde sin nästa start i San Felipe Stakes den 6 mars 2021. Han blev återigen favoritspelad och tog tidigt ledningen, om vilken han aldrig blev utmanad om. Han segrade med åtta längder över Medina Spirit och Dream Shake. Efter löpet hade Life Is Good samlat in 60 kvalifikationspoäng för Road to Kentucky Derby och var tvåa i tabellen.
Efter ett träningspass den 20 mars 2021 visade en undersökning att han hade en uppenbar skada i bakdelen, för vilken han opererades den 26 mars. Life Is Goods ursprungliga plan var att starta i Santa Anita Derby, men satsningen fick ställas in tillsammans med Triple Crown-löpen.

#### Tränarbyte
Då tränaren Bob Baffert stängdes av i Kentucky och i New York på grund av stallkamratens Medina Spirit positiva drogtest efter 2021 års Kentucky Derby, flyttades Life Is Good till Todd A. Pletcher. Han gjorde sitt första träningspass för Pletcher den 24 juni på Keeneland.
Life Is Good gjorde sin första start för Todd A. Pletcher i grupp 1-löpet H. Allen Jerkens Memorial Stakes på Saratoga Race Course. I löpet mötte han Jackie's Warrior som tidigare segrat enkelt i Amsterdam Stakes. Life Is Good tog tidigt ledningen över Jackie's Warrior, men blev slagen med en hals efter ett tufft löp.
Nästa start gjorde Life Is Good den 25 september på Belmont Park, då han startade i grupp 2-löpet Kelso Handicap. Han mötte där tre äldre hästar, och reds för första gången av Irad Ortiz Jr.. Tillsammans segrade de i löpet med 5 1⁄2 längd.
I hans sista start för året skickades Life Is Good till USA:s västkust för Breeders' Cup som hölls på Del Mar Racetrack. Ursprungligen hoppades man att Life Is Good skulle starta i Breeders' Cup Classic, men eftersom han varit skadad under säsongen och återhämtat sig från en operation, bestämdes det att han istället skulle starta i Breeders' Cup Dirt Mile. Även här mötte han äldre hästar, men lyckades ändå segra med 5 3⁄4 längd på tiden 1:34.12.

### Fyraåringssäsongen 2022
Life Is Good började fyraåringssäsongen med att segra över Knicks Go i Pegasus World Cup den 29 januari på Gulfstream Park. Kretsen runt hästen indikerade att Life Is Good förmodligen kommer att starta i Dubai World Cup på Meydan Racecourse i Dubai den 26 mars. Pletcher sa dock att de inte hade bråttom att fatta ett beslut. Life Is Good deltog i Dubai World Cup, och kom på fjärde plats i löpet.

## Stamtavla
| Efter Into Mischief 2005 | Harlan's Holiday 1999 | Harlan 1989             | Storm Cat 1983                  |
| Efter Into Mischief 2005 | Harlan's Holiday 1999 | Harlan 1989             | Country Romance 1976            |
| Efter Into Mischief 2005 | Harlan's Holiday 1999 | Christmas in Aiken 1992 | Affirmed 1975                   |
| Efter Into Mischief 2005 | Harlan's Holiday 1999 | Christmas in Aiken 1992 | Dowager 1980                    |
| Efter Into Mischief 2005 | Leslie's Lady 1996    | Tricky Creek 1986       | Clever Trick 1976               |
| Efter Into Mischief 2005 | Leslie's Lady 1996    | Tricky Creek 1986       | Batte Creek Girl 1977           |
| Efter Into Mischief 2005 | Leslie's Lady 1996    | Crystal Lady 1990       | Stop The Music 1970             |
| Efter Into Mischief 2005 | Leslie's Lady 1996    | Crystal Lady 1990       | One Last Bird 1980              |
| Undan Beach Walk 2013    | Distorted Humor 1993  | Forty Niner 1985        | Mr. Prospector 1970             |
| Undan Beach Walk 2013    | Distorted Humor 1993  | Forty Niner 1985        | File 1976                       |
| Undan Beach Walk 2013    | Distorted Humor 1993  | Danzig's Beauty 1987    | Danzig 1977                     |
| Undan Beach Walk 2013    | Distorted Humor 1993  | Danzig's Beauty 1987    | Sweetest Chant 1978             |
| Undan Beach Walk 2013    | Bonnie Blue Flag 2007 | Mineshaft 1999          | A.P. Indy 1989                  |
| Undan Beach Walk 2013    | Bonnie Blue Flag 2007 | Mineshaft 1999          | Prospectors Delite 1989         |
| Undan Beach Walk 2013    | Bonnie Blue Flag 2007 | Tap Your Feet 1998      | Dixieland Band 1980             |
| Undan Beach Walk 2013    | Bonnie Blue Flag 2007 | Tap Your Feet 1998      | Exotic Moves 1991 (family 13-c) |